# بلاكهيث (لندن)
بلاكيث(بالإنجليزية: Blackheath) هي بلدة تقع في ضواحي شمال لندن. وتقع شرقي مدينة لويشام، وإلى الجنوب من بلدة غرينتش. وهي معروفة بحاناتها التقليدية، والمساحات الخضراء الواسعة.

## أعلام
- ألبرت هوارد
- جورج سميث
- كليمنس داين
- ريتشارد برانسون
- هيو بونفيل
- موريس ويلكنز
- ديفيد هيلير
- فانيسا رديغريف
- فرانك ميتشيل
- جون بوند